# Winnipeg Thunder
El Winnipeg Thunder fue un equipo de baloncesto canadiense con sede en Winnipeg, Manitoba, que compitió una temporada en la World Basketball League, y otras dos en la NBL. Disputaba sus partidos como local en el Winnipeg Arena, pabellón con capacidad para 10.100 espectadores.

## Historia
Los Thunder comenzaron su andadura en la WBL, en la temporada en la que quebraría la liga, logrando 15 victorias y 22 derrotas en el momento de la desaparición de la competición. Al año siguiente se unieron a la liga menor canadiense NBL junto con los Halifax Windjammers y los Edmonton Skyhawks. En su primera temporada acabaron segundos en la fase regular, con 29 victorias y 17 derrotas, clasificándose para semifinales de los playoffs en los que cayeron ante Saskatoon Slam. En 1994 ocupaban la última posición de la clasificación, con 10 victorias y 15 derrotas, cuando la liga también quebró antes del final de la competición.

## Temporadas
| Temporada | Liga | Denominación     | G  | P  | %    | Puesto | Play-off    |
| --------- | ---- | ---------------- | -- | -- | ---- | ------ | ----------- |
| 1992      | WBL  | Winnipeg Thunder | 15 | 22 | 40,5 | 6º     | -           |
| 1993      | WBL  | Winnipeg Thunder | 29 | 17 | 63,0 | 2º     | Semifinales |
| 1994      | WBL  | Winnipeg Thunder | 10 | 15 | 40,0 | 6º     | -           |